# Heinz Neubrand
Heinz Neubrand, auch Karl Heinz Neubrand, (* 5. Juli 1921 in Wien; † Jänner 1998 ebenda) war ein österreichischer Musiker (Piano, Hammondorgel, Vibraphon), Komponist, Arrangeur und Orchesterleiter.

## Leben und Wirken

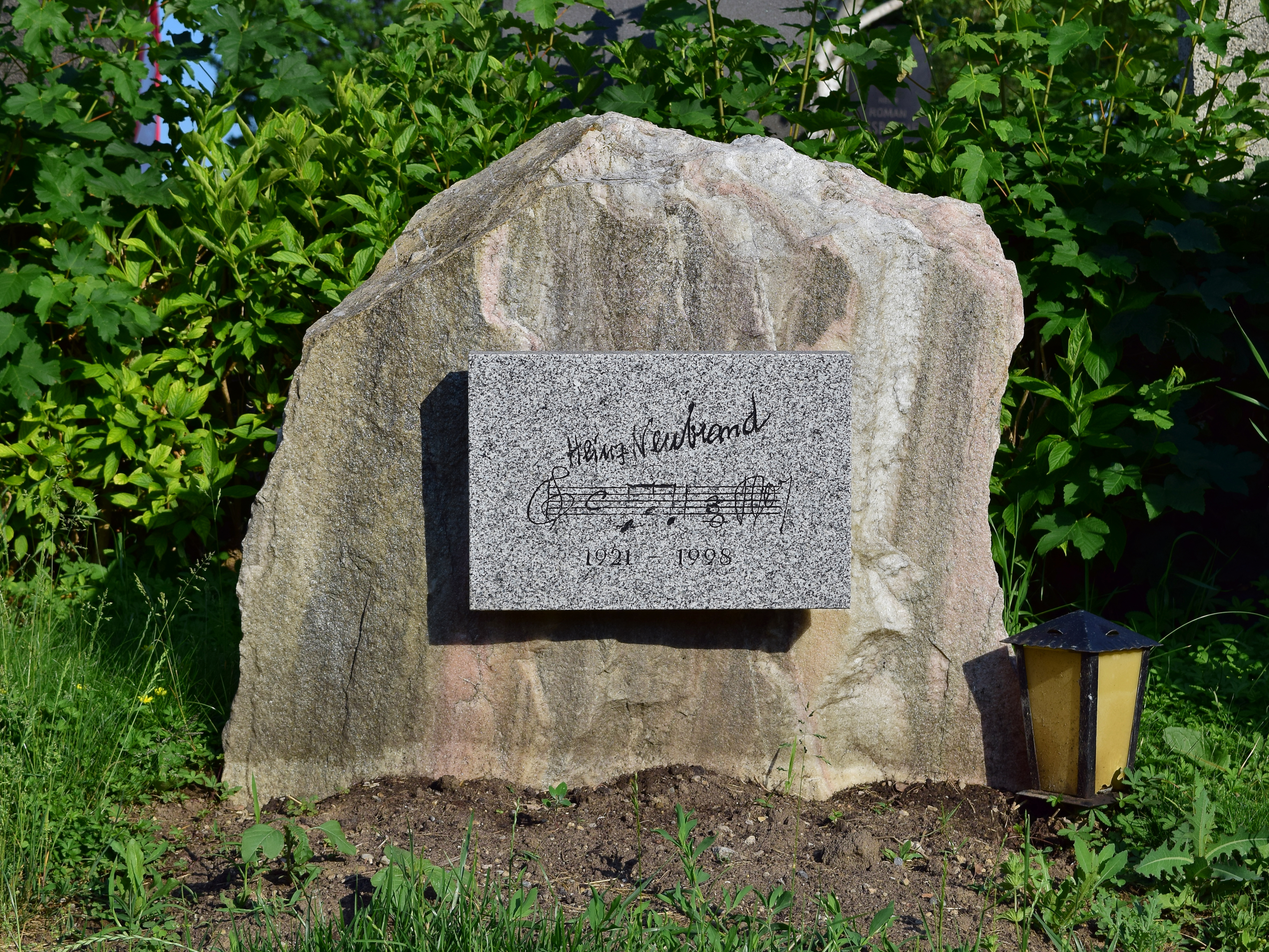
Grabstein auf dem Wiener Zentralfriedhof

Neubrand lernte bereits als Kind Klavierspiel und studierte in Wien Klavier, Komposition und Musiktheorie. 1933 debütierte er im Wiener Konzerthaus. Er besuchte die Meisterklasse bei Emil von Sauer. 1939/40 trat er als Solopianist in Jacques Guldans Colosseum auf und hatte auch Engagements in Deutschland. Nach Ableistung des Militärdienstes und dem Ende des Zweiten Weltkriegs hatte er eine eigene Sendung (German Made Easy) beim Armeesender Blue Danube Network und spielte mit verschiedenen Wiener Jazz- und Easy-Listening-Orchestern, u. a. im Wiener Hot Club.
Aufnahmen entstanden u. a. mit Erwin Halletz (Turn on That Red Hot Heat), Horst Winter (1946, Wer weiß? Wer weiß? Wer weiß?), Karl Loube und 1949/50 unter eigenen Namen (Intime Barmusik auf Austroton), mit Neubrand an der Hammondorgel. 1949 spielte er neben Horst Winter mit seiner Formation Das Kleine Wiener Bar-Trio allabendlich im Sansibar (Wien-Innere Stadt, Annagasse 3). Von 1949 bis 1953 arbeitete er für den Sender Rot-Weiß-Rot, außerdem bei Musikproduktionen der Volksoper Wien. Aufsehen erregte Neubrand 1952, als er mit seinen Solisten Zarah Leander bei einigen Konzerten in Österreich musikalisch begleitete. Auch Gastspiele von Lale Andersen, Vico Torriani sowie Lys Assia unterstützte er in jenem Jahr.
Heinz Neubrand komponierte in den folgenden Jahren Musik für über 400 Kino- und Fernsehfilme, ferner für Jingles des Senders ORF (z. B. Titelmusik für "Zeit im Bild", "Horizonte", "Panorama"). Dabei arbeitete er u. a. mit den Wiener Symphonikern und eigenen Big Bands. Durch seine Liebe zum Barpiano entstand die Schellack-Serie Intime Barmusik.
Heinz Neubrand war ab 1971 Mitglied der Freimaurerloge Zu den 3 Lichtern.
Seit 2015 wird in Erinnerung an den Maestro der "Prof. Heinz-Neubrand-Musikpreis" durch die "Stiftung Musikkultur Prof. Heinz Neubrand" in Wien verliehen. Bisherige Preisträger sind Heiko Reissig, Thomas Schmidt und Augustin Kloiber.

## Ehrungen, Auszeichnungen, Preise
- Berufstitel Professor (1980)
- Neubrand wurde ein ehrenhalber gewidmetes Grab auf dem Wiener Zentralfriedhof zuerkannt.
- In Gumpoldskirchen ist ihm am Hotel zur Post eine Gedenktafel gewidmet.

## Diskographische Hinweise
- Pianoparty (Austrocord)
- Abends in der Taverne (Amadeo)
- Spielt George Gershwin
- For Men – Listen to Gershwin
- An den Wein (zusammen mit Burgschauspieler Klaus Behrendt)

## Kompositionen (Auswahl)
- Der Alte Hut (Doblinger)
- So Ist Das Leben (Doblinger)
- 2 Wiener Friedhofslieder (Doblinger)

## Filmografie (Auswahl)
- 1957: Der schönste Tag meines Lebens
- 1958: Der Page vom Palast-Hotel
- 1958: Auch Männer sind keine Engel (Wiener Luft)
- 1958: Skandal um Dodo
- 1959: Traumrevue
- 1959: Whisky, Wodka, Wienerin (Rendezvous in Wien)
- 1960: Das Dorf ohne Moral
- 1961: Auf den Straßen einer Stadt
- 1962: Romanze in Venedig (Regie: Eduard von Borsody)
- 1962: Wilde Wasser (Regie: Rudolf Schündler)
- 1963: Die schwarze Kobra (Regie: Rudolf Zehetgruber)
- 1963: Sturm am Wilden Kaiser (Bergwind)
- 1964: Tim Frazer jagt den geheimnisvollen Mister X
- 1970: Der Querulant
- 1979: Augenblicke – 4 Szenen mit Paula Wessely
- 1980: Wahre Geschichten – frei erfunden